# Kaeseberg & Oertel
Kaeseberg & Oertel X.I. oder Kaeseberg & Oertel Xylographisches Institut war ein im 19. bis Anfang des 20. Jahrhunderts in Leipzig ansässiges xylografisches Atelier, durch das der Tonholzstich in der sächsischen Stadt eingeführt wurde. Das Unternehmen lieferte insbesondere ungezählte Illustrationen vor allem für Zeitschriften und Illustrierte.

## Geschichte
Die Firma entstand 1879 durch den Zusammenschluss der beiden Künstler Hugo Kaeseberg und Kaspar Oertel. Das aus der Assoziation der beiden Holzstecher entstandene Atelier lieferte noch im selben Jahr Bilder für Jacob von Falkes Schrift Hellas und Rom und das von Georg Ebers verfasste mehrbändige Werk Aegypten in Bild und Wort. Dargestellt von unseren ersten Künstlern.
Insbesondere belieferte das Atelier beispielsweise Blätter wie Die Gartenlaube, die Deutsche Jugend. Jugend- und Familienbibliothek, die Moderne Kunst in Meisterholzschnitten, die Illustrirte Familien-Zeitung. Unterhaltungsblatt sowie Spemann's illustrirte Zeitschrift für das deutsche Haus Vom Fels zum Meer.
Zu den Schülern des Ateliers zählten bekannte Xylografen wie Hermann Gedan, Oswald Kresse, Heinrich Schlumprecht, Felix Feldweg, Paul Krey und Robert Edler. Um die Jahrhundertwende wurden keine weiteren Schüler mehr aufgenommen.